# Stadio al-Fayyum
Lo stadio al-Fayyum (in arabo ستاد الفيوم‎?) è uno stadio calcistico situato ad al-Fayyum, in Egitto.
Conta 20.000 posti a sedere. Ospita le partite casalinghe del Misr Lel Makasa.